# Jean-Claude Requier
Jean-Claude Requier é um político e senador francês.
Ele também foi prefeito de Martel, Lot e conselheiro regional.